# Ванчиковецкая сельская община
Ванчиковецкая сельская община (укр. Ванчиковецька сільська громада) — территориальная община в Черновицком районе Черновицкой области Украины.
Административный центр — село Ванчиковцы.
Население составляет 14973 человек. Площадь — 170,6 км².
В соответствии с распоряжением Кабинета Министров Украины от 12 июня 2020 года, в состав общины вошла территория Ванчиковецкого, Жиловского, Костичановского, Тарасовецкого, Фороснянского, Черленовского и Щербинецкого сельских советов упразднённого Новоселицкого района

## Населённые пункты
В состав общины входит 10 сёл:
- Ванчиковцы
  - Ванчинец
- Костичановский старостинский округ:
  - Думены
  - Костичаны
  - Новоиванковцы
- Тарасовецкий старостинский округ:
  - Тарасовцы
- Черленовский старостинский округ:
  - Жиловка
  - Форосна
  - Черленовка
  - Щербинцы